# Neocortex
Unter Neocortex oder Neokortex wird der multisensorische und motorische Teil der Großhirnrinde von Säugetieren verstanden. In Abgrenzung dazu existieren die Begriffe Archicortex (u. a. Hippocampus) und Paläocortex (u. a. Riechkolben). Der Cortex (lat. Rinde) ist die äußere graue Schicht der Großhirnrinde, die die weiße Substanz umgibt. Zusammen mit dem darunterliegenden Marklager bildet der Neocortex das Neopallium.
Der Begriff Neocortex wurde von dem Frankfurter Neurologen Ludwig Edinger (1855–1918) geprägt. Im frühen 20. Jahrhundert zeigte der Neurologe Korbinian Brodmann, dass der Neocortex sich in allen Säugern aus sechs Schichten entwickelt. Beim Menschen bildet der Neocortex den Großteil (rund 90 %) der Großhirnrinde (der Oberfläche des Großhirns), darunter die Repräsentationen der Sinneseindrücke (sensorische Areale), den für Bewegungen zuständigen Motorcortex und die weiträumigen Assoziationszentren. 
Weit verbreitet ist die Ansicht, dass der Neocortex stammesgeschichtlich „jung“ sei. Dies ist jedoch schwer zu belegen, denn Säugetiere haben sich entwicklungsgeschichtlich bereits früh von den restlichen Amnioten abgespalten. Lange wurde auch angenommen, dass Säugetiere das am weitesten entwickelte Gehirn aufweisen. Jedoch besitzen auch andere Amniontiere ein Neopallium, in dem die graue Substanz in Ganglien organisiert ist. Nach heutigem Wissensstand ist das Neopallium der Vögel dem der Säugetiere in Komplexität und Leistungsfähigkeit ähnlich.